# Cursorius temminckii
El corredor etiópico (Cursorius temminckii) es una especie de ave Charadriiforme de la familia Glareolidae común en el África subsahariana.